# Списак освајача олимпијских медаља за Југославију, СЦГ и Србију
Списак освајача медаља Краљевине Југославије, СФР Југославије, СР Југославије, Србије и Црне Горе и Србије на Олимпијским играма:

## Летње олимпијске игре

### Атлетика
| Медаља | Спортиста      | Игре                 | Дисциплина       |
| ------ | -------------- | -------------------- | ---------------- |
| 2      | Иван Губијан   | 1948. Лондон         | Бацање кладива М |
| 2      | Фрањо Михалић  | 1956. Мелбурн        | Маратон М        |
| 3      | Ивана Шпановић | 2016. Рио де Жанеиро | Скок у даљ Ж     |

### Баскет
| Медаља | Спортиста                                                                                     | Игре        | Дисциплина |
| ------ | --------------------------------------------------------------------------------------------- | ----------- | ---------- |
| 3      | Мушка репрезентација Михаило Васић, Душан Домовић Булут, Дејан Мајсторовић, Александар Ратков | 2020. Токио | Турнир М   |

### Бокс
| Медаља | Спортиста        | Игре               | Дисциплина              |
| ------ | ---------------- | ------------------ | ----------------------- |
| 3      | Звонимир Вујин   | 1968. Мексико Сити | Лака категорија М       |
|        | Мате Парлов      | 1972. Минхен       | Полутешка категорија М  |
| 3      | Звонимир Вујин   | 1972. Минхен       | Полувелтер категорија М |
| 2      | Тадија Качар     | 1976. Монтреал     | Полусредња категорија   |
| 3      | Аце Русевски     | 1976. Монтреал     | Лака категорија         |
|        | Слободан Качар   | 1980. Москва       | Полутешка категорија М  |
|        | Антон Јосиповић  | 1984. Лос Анђелес  | Полутешка категорија М  |
| 2      | Реџеп Реџеповски | 1984. Лос Анђелес  | Мува категорија М       |
| 3      | Мирко Пузовић    | 1984. Лос Анђелес  | Полувелтер категорија М |
| 3      | Азиз Салиху      | 1984. Лос Анђелес  | Супертешка категорија М |
| 3      | Дамир Шкаро      | 1988. Сеул         | Полутешка категорија М  |

### Ватерполо
| Медаља | Спортиста | Игре                 | Дисциплина |
| ------ | --- | -------------------- | ---------- |
| 2      | Мушка репрезентација Јурај Амшел, Вељко Бакашун, Марко Браиновић, Бошко Вуксановић, Владимир Ивковић, Здравко Јежић, Здравко Ковачић, Ивица Куртини, Ловро Радоњић, Драгослав Шиљак, Иво Штакула                                                    | 1952. Хелсинки       | Турнир М   |
| 2      | Мушка репрезентација Јурај Амшел, Бошко Вуксановић, Маријан Жужеј, Владимир Ивковић, Здравко Јежић, Хрвоје Качић, Здравко Ковачић, Ловро Радоњић, Томислав Фрањковић, Иво Ципци, Иво Штакула                                                        | 1956. Мелбурн        | Турнир М   |
| 2      | Мушка репрезентација Озрен Боначић, Зоран Јанковић, Милан Мушкатировић, Антон Нардели, Фране Нонковић, Винко Росић, Мирко Сандић, Божидар Станишић, Карло Стипанић, Иво Трумбић, Златко Шименц                                                      | 1964. Токио          | Турнир М   |
|        | Мушка репрезентација Озрен Боначић, Дејан Дабовић, Зоран Јанковић, Роналд Лопатни, Урош Маровић, Ђорђе Перишић, Мирослав Пољак, Мирко Сандић, Карло Стипанић, Иво Трумбић, Здравко Хебел                                                            | 1968. Мексико Сити   | Турнир М   |
| 2      | Мушка репрезентација Миливој Бебић, Лука Везилић, Зоран Гопчевић, Милорад Кривокапић, Бошко Лозица, Предраг Манојловић, Зоран Мустур, Дамир Полић, Зоран Роје, Ратко Рудић, Слободан Трифуновић                                                     | 1980. Москва         | Турнир М   |
|        | Мушка репрезентација Драган Андрић, Миливој Бебић, Перица Букић, Божо Вулетић, Веселин Ђухо, Милорад Кривокапић, Дени Лушић, Игор Милановић, Томислав Пашквалин, Зоран Петровић, Андрија Поповић, Зоран Роје, Горан Сукно                           | 1984. Лос Анђелес    | Турнир М   |
|        | Мушка репрезентација Драган Андрић, Мислав Безмалиновић, Перица Букић, Мирко Вичевић, Игор Гочанин, Веселин Ђухо, Дени Лушић, Игор Милановић, Томислав Пашквалин, Ренцо Посинковић, Горан Рађеновић, Дубравко Шименц, Александар Шоштар             | 1988. Сеул           | Турнир М   |
| 3      | Мушка репрезентација Југослав Васовић, Владимир Вујасиновић, Ненад Вуканић, Предраг Зимоњић, Данило Икодиновић, Виктор Јеленић, Никола Куљача, Дејан Савић, Петар Трбојевић, Александар Ћирић, Вељко Ускоковић, Александар Шапић, Александар Шоштар | 2000. Сиднеј         | Турнир М   |
| 2      | Мушка репрезентација Владимир Вујасиновић, Владимир Гојковић, Данило Икодиновић, Виктор Јеленић, Предраг Јокић, Никола Куљача, Слободан Никић, Дејан Савић, Петар Трбојевић, Александар Ћирић, Вања Удовичић, Александар Шапић, Денис Шефик         | 2004. Атина          | Турнир М   |
| 3      | Мушка репрезентација Владимир Вујасиновић, Живко Гоцић, Бранко Пековић, Душко Пијетловић, Андрија Прлаиновић, Никола Рађен, Дејан Савић, Слободан Соро, Александар Ћирић, Вања Удовичић, Филип Филиповић, Александар Шапић, Денис Шефик             | 2008. Пекинг         | Турнир М   |
| 3      | Мушка репрезентација Милан Алексић, Живко Гоцић, Душан Мандић, Стефан Митровић, Слободан Никић, Гојко Пијетловић, Душко Пијетловић, Андрија Прлаиновић, Никола Рађен, Слободан Соро, Вања Удовичић, Филип Филиповић, Алекса Шапоњић                 | 2012. Лондон         | Турнир М   |
|        | Мушка репрезентација Милан Алексић, Живко Гоцић, Никола Јакшић, Душан Мандић, Бранислав Митровић, Стефан Митровић, Слободан Никић, Гојко Пијетловић, Душко Пијетловић, Андрија Прлаиновић, Сава Ранђеловић, Милош Ћук, Филип Филиповић              | 2016. Рио де Жанеиро | Турнир М   |
|        | Мушка репрезентација Милан Алексић, Никола Јакшић, Никола Дедовић, Ђорђе Лазић, Душан Мандић, Бранислав Митровић, Стефан Митровић, Гојко Пијетловић, Душко Пијетловић, Андрија Прлаиновић, Сава Ранђеловић, Страхиња Рашовић, Филип Филиповић       | 2020. Токио          | Турнир М   |
|        | Мушка репрезентација Радослав Филиповић, Душан Мандић, Страхиња Рашовић, Сава Ранђеловић, Милош Ћук, Никола Дедовић, Радомир Драшовић, Никола Јакшић, Немања Убовић, Немања Вицо, Петар Јакшић, Виктор Рашовић, Владимир Мишовић                    | 2024. Париз          | Турнир М   |

### Веслање
| Медаља | Спортиста                                                    | Игре              | Дисциплина               |
| ------ | ------------------------------------------------------------ | ----------------- | ------------------------ |
|        | Дује Боначић, Велимир Валента, Мате Тројановић, Петар Шегвић | 1952. Хелсинки    | Четверац без кормилара М |
| 2      | Зоран Панчић, Милорад Станулов                               | 1980. Москва      | Двојац без кормилара М   |
| 3      | Златко Целент, Душко Мрдуљаш, Јосип Реић                     | 1980. Москва      | Двојац са кормиларом М   |
| 3      | Зоран Панчић, Милорад Станулов                               | 1984. Лос Анђелес | Двојац без кормилара М   |
| 3      | Садик Мујкић, Бојан Прешерн                                  | 1988. Сеул        | Двојац без кормилара М   |

### Гимнастика
| Медаља | Спортиста | Игре               | Дисциплина          |
| ------ | --- | ------------------ | ------------------- |
|        | Леон Штукељ | 1924. Париз        | Вишебој М           |
|        | Леон Штукељ | 1924. Париз        | Вратило М           |
|        | Леон Штукељ | 1928. Амстердам    | Кругови М           |
| 2      | Јосип Приможич | 1928. Амстердам    | Паралелни разбој М  |
| 3      | Леон Штукељ | 1928. Амстердам    | Вишебој М           |
| 3      | Едвард Антонијевич, Борис Грегорка, Стане Дерганц, Антон Малеј, Јанез Порента, Јосип Приможич, Драгутин Циоти, Леон Штукељ | 1928. Амстердам    | Вишебој екипно М    |
| 3      | Стане Дерганц | 1928. Амстердам    | Пескок М            |
| 2      | Леон Штукељ | 1936. Берлин       | Кругови М           |
|        | Мирослав Церар | 1964. Токио        | Коњ са хватаљкама М |
| 3      | Мирослав Церар | 1964. Токио        | Вратило М           |
|        | Мирослав Церар | 1968. Мексико Сити | Коњ са хватаљкама М |

### Кајак и кану
| Медаља | Спортиста                      | Игре                 | Дисциплина   |
| ------ | ------------------------------ | -------------------- | ------------ |
|        | Матија Љубек                   | 1976. Монтреал       | Ц-1 1000 м М |
| 3      | Матија Љубек                   | 1976. Монтреал       | Ц-1 500 м М  |
|        | Матија Љубек, Мирко Нишовић    | 1984. Лос Анђелес    | Ц-2 500 м М  |
| 2      | Матија Љубек, Мирко Нишовић    | 1984. Лос Анђелес    | Ц-2 1000 м М |
| 2      | Милан Јанић                    | 1984. Лос Анђелес    | К-1 1000 м М |
| 2      | Марко Томићевић, Миленко Зорић | 2016. Рио де Жанеиро | К-2 1000 м М |

### Карате
| Медаља | Спортиста       | Игре        | Дисциплина        |
| ------ | --------------- | ----------- | ----------------- |
|        | Јована Прековић | 2020. Токио | Кумите до 61 кг Ж |

### Кошарка
| Медаља | Спортиста | Игре                 | Дисциплина |
| ------ | --- | -------------------- | ---------- |
| 2      | Мушка репрезентација Иво Данеу, Аљоша Жорга, Радивој Кораћ, Зоран Мароевић, Никола Плећаш, Трајко Рајковић, Драгослав Ражнатовић, Петар Сканси, Крешимир Ћосић, Владимир Цветковић, Драгутин Чермак, Дамир Шолман              | 1968. Мексико Сити   | Турнир М   |
| 2      | Мушка репрезентација Жарко Варајић, Благоја Георгијевски, Дражен Далипагић, Мирза Делибашић, Рајко Жижић, Винко Јеловац, Жељко Јерков, Драган Кићановић, Андро Кнего, Зоран Славнић, Крешимир Ћосић, Дамир Шолман              | 1976. Монтреал       | Турнир М   |
|        | Мушка репрезентација Дражен Далипагић, Мирза Делибашић, Рајко Жижић, Жељко Јерков, Драган Кићановић, Андро Кнего, Дује Крстуловић, Миховил Накић, Ратко Радовановић, Бранко Скроче, Зоран Славнић, Крешимир Ћосић              | 1980. Москва         | Турнир М   |
| 3      | Женска репрезентација Мерсада Бећирспахић, Мира Бједов, Весна Деспотовић, Вера Ђурашковић, Зорица Ђурковић, Јелица Комненовић, Биљана Мајсторовић, Вукица Митић, Сања Ожеговић, Софија Пекић, Јасмина Перазић, Марија Тонковић | 1980. Москва         | Турнир Ж   |
| 3      | Мушка репрезентација Бранко Вукићевић, Дражен Далипагић, Рајко Жижић, Небојша Зоркић, Андро Кнего, Емир Мутапчић, Миховил Накић, Александар Петровић, Дражен Петровић, Ратко Радовановић, Иван Сунара, Сабит Хаџић             | 1984. Лос Анђелес    | Турнир М   |
| 2      | Мушка репрезентација Фрањо Араповић, Стојко Вранковић, Владе Дивац, Јуриј Здовц, Тони Кукоч, Жељко Обрадовић, Жарко Паспаљ, Дражен Петровић, Дино Рађа, Здравко Радуловић, Данко Цвјетићанин, Зоран Чутура                     | 1988. Сеул           | Турнир М   |
| 2      | Женска репрезентација Анђелија Арбутина, Весна Бајкуша, Стојна Вангеловска, Елеонора Вилд, Слађана Голић, Полона Дорник, Корнелија Квесић, Мара Лакић, Жана Лелас, Бојана Милошевић, Разија Мујановић, Данира Накић            | 1988. Сеул           | Турнир Ж   |
| 2      | Мушка репрезентација Мирослав Берић, Дејан Бодирога, Предраг Даниловић, Владе Дивац, Александар Ђорђевић, Никола Лончар, Саша Обрадовић, Жарко Паспаљ, Жељко Ребрача, Зоран Савић, Дејан Томашевић, Миленко Топић              | 1996. Атланта        | Турнир М   |
| 2      | Мушка репрезентација Стефан Бирчевић, Богдан Богдановић, Стефан Јовић, Никола Јокић, Никола Калинић, Стефан Марковић, Милан Мачван, Немања Недовић, Мирослав Радуљица, Марко Симоновић, Милош Теодосић, Владимир Штимац        | 2016. Рио де Жанеиро | Турнир М   |
| 3      | Женска репрезентација Дајана Бутулија, Ана Дабовић, Милица Дабовић, Невена Јовановић, Сара Крњић, Јелена Миловановић, Данијел Пејџ, Соња Петровић, Тамара Радочај, Драгана Станковић, Александра Црвендакић, Саша Чађо         | 2016. Рио де Жанеиро | Турнир Ж   |
| 3      | Мушка репрезентација Урош Плавшић Филип Петрушев Никола Јовић Богдан Богдановић Вања Маринковић Огњен Добрић Никола Јокић Василије Мицић Марко Гудурић Дејан Давидовац Алекса Аврамовић Никола Милутинов                       | 2024. Париз          | Турнир М   |

### Одбојка
| Медаља | Спортиста | Игре                 | Дисциплина |
| ------ | --- | -------------------- | ---------- |
| 3      | Мушка репрезентација Владимир Батез, Дејан Брђовић, Горан Вујевић, Андрија Герић, Владимир Грбић, Никола Грбић, Ђорђе Ђурић, Рајко Јокановић, Слободан Ковач, Ђула Мештер, Жарко Петровић, Жељко Танасковић                       | 1996. Атланта        | Турнир М   |
|        | Мушка репрезентација Владимир Батез, Слободан Бошкан, Горан Вујевић, Игор Вушуровић, Андрија Герић, Владимир Грбић, Никола Грбић, Слободан Ковач, Ђула Мештер, Васа Мијић, Иван Миљковић, Вељко Петковић                          | 2000. Сиднеј         | Турнир М   |
| 2      | Женска репрезентација Тијана Бошковић, Јована Бракочевић, Бианка Буша, Стефана Вељковић, Бојана Живковић, Тијана Малешевић, Бранкица Михајловић, Јелена Николић, Маја Огњеновић, Силвија Поповић, Милена Рашић, Јована Стевановић | 2016. Рио де Жанеиро | Турнир Ж   |
| 3      | Женска репрезентација Маја Алексић, Ана Бјелица, Јелена Благојевић, Тијана Бошковић, Бианка Буша, Бојана Миленковић, Слађана Мирковић, Бранкица Михајловић, Маја Огњеновић, Мина Поповић, Силвија Поповић, Милена Рашић           | 2020. Токио          | Турнир Ж   |

### Пливање
| Медаља | Спортиста     | Игре               | Дисциплина     |
| ------ | ------------- | ------------------ | -------------- |
|        | Ђурђа Бједов  | 1968. Мексико Сити | 100 м прсно Ж  |
| 2      | Ђурђа Бједов  | 1968. Мексико Сити | 200 м прсно Ж  |
| 2      | Милорад Чавић | 2008. Пекинг       | 100 м делфин М |

### Рвање
| Медаља | Спортиста            | Игре                 | Дисциплина                       |
| ------ | -------------------- | -------------------- | -------------------------------- |
| 2      | Бранислав Мартиновић | 1960. Рим            | Грчко-римски стил до 67 кг М     |
|        | Бранислав Симић      | 1964. Токио          | Грчко-римски стил до 97 кг М     |
| 3      | Бранислав Мартиновић | 1964. Токио          | Грчко-римски стил до 63 кг М     |
| 2      | Стеван Хорват        | 1968. Мексико Сити   | Грчко-римски стил до 70 кг М     |
| 3      | Бранислав Симић      | 1968. Мексико Сити   | Грчко-римски стил до 87 кг М     |
| 2      | Јосип Чорак          | 1972. Минхен         | Грчко-римски стил до 90 кг М     |
| 3      | Милан Ненадић        | 1972. Минхен         | Грчко-римски стил до 82 кг М     |
|        | Момир Петковић       | 1976. Монтреал       | Грчко-римски стил до 82 кг М     |
| 2      | Иван Фргић           | 1976. Монтреал       | Грчко-римски стил до 57 кг М     |
| 3      | Шабан Сејдиу         | 1980. Москва         | Слободни стил до 68 кг М         |
|        | Владо Лисјак         | 1984. Лос Анђелес    | Грчко-римски стил до 68 кг М     |
|        | Шабан Трестена       | 1984. Лос Анђелес    | Слободни стил до 52 кг М         |
| 2      | Рефик Мемишевић      | 1984. Лос Анђелес    | Грчко-римски стил преко 100 кг М |
| 3      | Јожеф Тертељи        | 1984. Лос Анђелес    | Грчко-римски стил до 100 кг М    |
| 3      | Шабан Сејдиу         | 1984. Лос Анђелес    | Слободни стил до 74 кг М         |
| 2      | Шабан Трстена        | 1988. Сеул           | Слободни стил до 52 кг М         |
|        | Давор Штефанек       | 2016. Рио де Жанеиро | Грчко-римски стил до 66 кг М     |
| 3      | Зураб Датунашвили    | 2020. Токио          | Грчко-римски стил до 87 кг М     |

### Рукомет
| Медаља | Спортиста | Игре              | Дисциплина |
| ------ | --- | ----------------- | ---------- |
|        | Мушка репрезентација Абас Арсланагић, Албин Видовић, Зоран Живковић, Зденко Зорко, Милорад Каралић, Ђорђе Лаврнић, Милан Лазаревић, Здравко Миљак, Слободан Мишковић, Бранислав Покрајац, Небојша Поповић, Мирослав Прибанић, Петар Фајфрић, Хрвоје Хорват (Чедомир Бугарски, Добривоје Селец) | 1972. Минхен      | Турнир М   |
| 2      | Женска репрезентација Светлана Анастасовска, Бисерка Вишњић, Зорица Војиновић, Радмила Дрљача, Мирјана Ђурица, Катица Илеш, Славица Јеремић, Светлана Китић, Јасна Мердан Колар, Весна Милошевић, Мирјана Огњеновић, Весна Радовић, Рада Савић, Ана Титлић                                     | 1980. Москва      | Турнир Ж   |
|        | Мушка репрезентација Златан Арнаутовић, Мирко Башић, Веселин Вујовић, Веселин Вуковић, Јовица Елезовић, Здравко Зовко, Миле Исаковић, Павле Јурина, Милан Калина, Слободан Кузмановски, Драган Младеновић, Роландо Пушник, Здравко Рађеновић, Момир Рнић, Бранко Штрбац                        | 1984. Лос Анђелес | Турнир М   |
|        | Женска репрезентација Светлана Анастасовска, Бисерка Вишњић, Славица Ђукић, Драгица Ђурић, Мирјана Ђурица, Емилија Ерчић, Љубинка Јанковић, Светлана Китић, Јасна Мердан Колар, Љиљана Мугоша, Светлана Мугоша, Мирјана Огњеновић, Зорица Павићевић, Јасна Птујец, Аленка Цудерман             | 1984. Лос Анђелес | Турнир Ж   |
| 3      | Мушка репрезентација Мирко Башић, Ермин Велић, Веселин Вујовић, Борис Јарак, Слободан Кузмановски, Мухамед Мемић, Алваро Начиновић, Горан Перковац, Златко Портнер, Изток Пуц, Роландо Пушник, Момир Рнић, Златко Сарачевић, Ирфан Смајлагић, Јожеф Холперт                                    | 1988. Сеул        | Турнир М   |

### Стони тенис
| Медаља | Спортиста                       | Игре       | Дисциплина |
| ------ | ------------------------------- | ---------- | ---------- |
| 2      | Илија Лупулеску, Зоран Приморац | 1988. Сеул | Парови М   |
| 3      | Гордана Перкучин, Јасна Фазлић  | 1988. Сеул | Парови Ж   |

### Стрељаштво
| Медаља | Спортиста                   | Игре            | Дисциплина                    |
| ------ | --------------------------- | --------------- | ----------------------------- |
|        | Горан Максимовић            | 1988. Сеул      | 10 м ваздушна пушка М         |
|        | Јасна Шекарић               | 1988. Сеул      | 10 м ваздушни пиштољ Ж        |
| 3      | Јасна Шекарић               | 1988. Сеул      | 25 м пиштољ Ж                 |
| 2      | Јасна Шекарић               | 1992. Барселона | 10 м ваздушни пиштољ Ж        |
| 3      | Стеван Плетикосић           | 1992. Барселона | 50 м МК пушка лежећи став М   |
| 3      | Аранка Биндер               | 1992. Барселона | 10 м ваздушна пушка Ж         |
|        | Александра Ивошев           | 1996. Атланта   | 50 м МК пушка тростав Ж       |
| 3      | Александра Ивошев           | 1996. Атланта   | 10 м ваздушна пушка Ж         |
| 2      | Јасна Шекарић               | 2000. Сиднеј    | 10 м ваздушни пиштољ Ж        |
| 2      | Јасна Шекарић               | 2004. Атина     | 10 м ваздушни пиштољ Ж        |
| 2      | Ивана Максимовић            | 2012. Лондон    | 50 м МК пушка тростав Ж       |
| 3      | Андрија Златић              | 2012. Лондон    | 10 м ваздушни пиштољ М        |
| 2      | Дамир Микец                 | 2020. Токио     | 10 м ваздушни пиштољ М        |
| 3      | Миленко Себић               | 2020. Токио     | 50 м МК пушка тростав М       |
|        | Дамир Микец Зорана Аруновић | 2024. Париз     | 10 м ваздушни пиштољ Мешовито |

### Теквондо
| Медаља | Спортиста          | Игре                 | Дисциплина    |
| ------ | ------------------ | -------------------- | ------------- |
|        | Милица Мандић      | 2012. Лондон         | преко 67 кг Ж |
| 2      | Тијана Богдановић  | 2016. Рио де Жанеиро | до 49 кг Ж    |
|        | Милица Мандић      | 2020. Токио          | преко 67 кг Ж |
| 3      | Тијана Богдановић  | 2020. Токио          | до 49 кг Ж    |
| 2      | Александра Перишић | 2024. Париз          | до 67 кг Ж    |

### Тенис
| Медаља | Спортиста     | Игре         | Дисциплина    |
| ------ | ------------- | ------------ | ------------- |
| 3      | Новак Ђоковић | 2008. Пекинг | Појединачно М |
|        | Новак Ђоковић | 2024. Париз  | Појединачно М |

### Фудбал
| Медаља | Спортиста | Игре              | Дисциплина |
| ------ | --- | ----------------- | ---------- |
| 2      | Мушка репрезентација Александар Атанацковић, Стјепан Бобек, Мирослав Брозовић, Божо Брокета, Фрањо Велфл, Бернард Вукас, Иван Јазбиншек, Миодраг Јовановић, Ратко Кацијан, Љубомир Ловрић, Фране Матошић, Рајко Митић, Првослав Михајловић, Бела Палфи, Александар Петровић, Бранко Станковић, Јосип Такач, Коста Томашевић, Звонимир Цимерманчић, Жељко Чајковски, Златко Чајковски, Фрањо Шоштарић | 1948. Лондон      | Турнир М   |
| 2      | Мушка репрезентација Владимир Беара, Стјепан Бобек, Вујадин Бошков, Бернард Вукас, Милорад Дискић, Бранко Зебец, Славко Луштица, Рајко Митић, Тихомир Огњанов, Здравко Рајков, Бранко Станковић, Владимир Фирм, Иван Хорват, Душан Цветковић, Томислав Црнковић, Златко Чајковски, Ратко Чолић, Владимир Чонч                                                                                        | 1952. Хелсинки    | Турнир М   |
| 2      | Мушка репрезентација Сава Антић, Ибрахим Биоградлић, Тодор Веселиновић, Благоје Видинић, Јошко Видошевић, Добросав Крстић, Младен Кочшчак, Лука Липошиновић, Мухамед Мујић, Златко Папец, Владица Поповић, Петар Раденковић, Круно Радиљевић, Никола Радовић, Љубиша Спајић, Иван Шантек, Драгослав Шекуларац                                                                                        | 1956. Мелбурн     | Турнир М   |
|        | Мушка репрезентација Андрија Анковић, Звонко Бего, Благоје Видинић, Милан Галић, Владимир Дурковић, Анте Жанетић, Фахрудин Јусуфи, Томислав Кнез, Бора Костић, Александар Козлина, Душан Маравић, Жељко Матуш, Жељко Перушић, Новак Рогановић, Велимир Сомболац, Силвестер Такач, Милутин Шошкић | 1960. Рим         | Турнир М   |
| 3      | Мушка репрезентација Мехмед Баждаревић, Мирсад Баљић, Ненад Грачан, Стјепан Деверић, Милко Ђуровски, Марко Елснер, Томислав Ивковић, Сречко Катанец, Бранко Миљуш, Митар Мркела, Јовица Николић, Иван Пудар, Љубомир Радановић, Адмир Смајић, Драган Стојковић, Борислав Цветковић, Владо Чапљић | 1984. Лос Анђелес | Турнир М   |

### Џудо
| Медаља | Спортиста         | Игре           | Дисциплина    |
| ------ | ----------------- | -------------- | ------------- |
| 3      | Славко Обадов     | 1976. Монтреал | до 80 кг М    |
| 3      | Радомир Ковачевић | 1980. Москва   | преко 95 км М |

## Зимске олимпијске игре

### Алпско скијање
| Медаља | Спортиста   | Игре           | Дисциплина   |
| ------ | ----------- | -------------- | ------------ |
| 2      | Јуре Франко | 1984. Сарајево | Велеслалом М |
| 2      | Матеја Свет | 1988. Калгари  | Слалом Ж     |

### Скијашки скокови
| Медаља | Спортиста                                               | Игре          | Дисциплина                 |
| ------ | ------------------------------------------------------- | ------------- | -------------------------- |
| 2      | Матјаж Дебелак, Матјаж Зупан, Миран Тепеш, Примож Улага | 1988. Калгари | Велика скакаоница екипно М |
| 3      | Матјаж Дебелак                                          | 1988. Калгари | Велика скакаоница М        |

## Олимпијске игре младих

### Летње
| Медаља | Спортиста                                                                | Игре               | Спорт         | Дисциплина            |
| ------ | ------------------------------------------------------------------------ | ------------------ | ------------- | --------------------- |
|        | Саша Аврамовић Немања Безбрадица Стефан Поповски-Турањанин Марко Радоњић | 2010. Сингапур     | Баскет 3 на 3 | Турнир М              |
| 2      | Велимир Стјепановић                                                      | 2010. Сингапур     | Пливање       | 100 м слободно М      |
| 3      | Велимир Стјепановић                                                      | 2010. Сингапур     | Пливање       | 100 м делфин М        |
| 2      | Тамаш Кајдочи                                                            | 2014. Нанкинг      | Дизање тегова | преко 85 кг М         |
| 2      | Немања Мајдов                                                            | 2014. Нанкинг      | Џудо          | Мешовити тим          |
| 2      | Ања Цревар                                                               | 2018. Буенос Ајрес | Пливање       | 200 м мешовито Ж      |
| 2      | Надица Божанић                                                           | 2018. Буенос Ајрес | Теквондо      | до 63 кг Ж            |
| 3      | Алекса Митровић                                                          | 2018. Буенос Ајрес | Стрељаштво    | 10 м ваздушна пушка М |
| 3      | Марија Малић                                                             | 2018. Буенос Ајрес | Стрељаштво    | 10 м ваздушна пушка Ж |
| 3      | Ивана Перовић                                                            | 2018. Буенос Ајрес | Карате        | до 59 кг Ж            |

### Зимске
| Медаља | Спортиста    | Игре         | Спорт | Дисциплина   |
| ------ | ------------ | ------------ | ----- | ------------ |
| 2      | Матија Динић | 2020. Лозана | Хокеј | Хокеј 3 на 3 |